# Calvin Henry Kauffman
Calvin Henry Kauffman (1 de marzo de 1869 – 14 de junio de 1931) fue un botánico y micólogo estadounidense. 
Estuvo afiliado a la Universidad de Míchigan desde 1904 hasta su muerte, y fue conocido por sus estudios de la familia Agaricaceae.

## Honores

### Eponimia
- Agaricus kauffmanii A.H.Sm. 1940
- Cortinarius kauffmanianus A.H.Sm. 1933
- Cortinarius kauffmanii Bidaud, Moënne-Locc. & Reumaux 1994
- Crepidotus kauffmanii Hesler & A.H.Sm. 1965
- Entoloma kauffmanii Malloch 2010
- Gymnopus kauffmanii (Halling 1983) Halling 1997
- Hebeloma kauffmanii A.H.Sm., V.S.Evenson & Mitchel 1983
- Hygrophorus kauffmanii A.H.Sm. & Hesler 1939
- Inocybe kauffmanii A.H.Sm. 1939
- Lactarius kauffmanii Hesler & A.H.Sm. 1979
- Lepiota kauffmanii Zeller 1933
- Limacella kauffmanii H.V.Sm. 1945
- Mycena kauffmaniana A.H.Sm. 1947
- Neolentinus kauffmanii (A.H.Sm. 1946) Redhead & Ginns 1985
- Otidea kauffmanii Kanouse 1950
- Phaeocollybia kauffmanii (A.H.Sm. 1937) Singer 1940
- Psathyrella kauffmanii A.H.Sm. 1972
- Retiboletus kauffmanii (Lohwag 1937) N.K.Zeng & Zhu L.Yang 2016
- Rhizopogon kauffmanii A.H.Sm. & Zeller 1966
- Russula kauffmanii Jul.Schäff. 1933
- Stropharia kauffmanii A.H.Sm. 1941
- Turbinellus kauffmanii (A.H.Sm. 1947) Giachini 2011
- Xeromphalina kauffmanii A.H.Sm. 1953

### Membresías
- fellow de la Asociación Estadounidense para el Avance de la Ciencia
- La abreviatura «Kauffman» se emplea para indicar a Calvin Henry Kauffman como autoridad en la descripción y clasificación científica de los vegetales.[3]